# Dance 2 Trance
A Dance 2 Trance egy német Trance duó, tagjai Rolf Ellmer zeneszerző és DJ Dag Lerner voltak.
Sikeres kislemezeiket a 90-es évek közepén adták ki, a Jam & Spoon együttessel összedolgozva.

## Történet
DJ Dag és Jam El Mar (polgári nevén Rolf Ellmer) 1990-ben találkozott, amikor eldöntötték, hogy együtt fognak dolgozni. Az első kislemezük még ugyanabban az évben, Dance 2 Trance néven a Suck Me Plasma kiadónál jelent meg, és két számot tartalmazott, a "Dance 2 Trance"-t és a "We Came In Peace"-t. Az első átütő sikerük 1992-ben a "Power Of American Natives" volt, aminek a vokálját Linda Rocco énekelte. A dal 250,000 példányban kelt el és aranylemezzel díjazták. Videóklip készült a dalhoz, és olyan mainstream helyekre jutott el mint az MTV. A számhoz később remixeket készítettek 1997-ben, 1998-ban és 2009-ben. 1992-ben kiadták első albumukat, a Moon Spirits-et. 1995-ben a Dance 2 Trance újabb albumát adta ki, Revival címmel.
1995-ben Dag és Jam El Mar a különválás mellett döntöttek, DJ Dag a szólókarrierjére összpontosított, Ellmer pedig a másik projektjére, a Jam & Spoon-ra. Erre válaszul a német Blow Up kiadó 1996-ban kiadott egy válogatásalbumot, a lemez 13 Dance 2 Trance számot tartalmazott a duó 5 éves pályafutásából.

## Fordítás
- Ez a szócikk részben vagy egészben  a   Dance 2 Trance című angol Wikipédia-szócikk fordításán alapul.  Az eredeti cikk szerkesztőit annak laptörténete sorolja fel. Ez a jelzés csupán a megfogalmazás eredetét és a szerzői jogokat jelzi, nem szolgál a cikkben szereplő információk forrásmegjelöléseként.